# Ватанабэ, Аои
Аои Ватанабэ (яп. 渡邉 碧 Aoi Watanabe, род. 16 сентября 1999 года, Токио) — конькобежка, специализирующаяся в шорт-треке. Бронзовая призёр чемпионата мира 2017 года в эстафете.

## Спортивная карьера
Аои Ватанабэ занялась этим видом спорта под влиянием своего старшего брата Рю Ватанабэ в возрасте 8 лет, в третьем классе начальной школы в конькобежном центре Кавагоэ в Сайтаме. Она училась в средней школе, и состояла в клубе легкой атлетики, где участвовала в беге на 1500 м в городском турнире, что в будущем помогло ей в беге на шорт-треке.
В сезоне 2015/2016 она выиграла на дистанциях 1500 и 3000 метров и 6-е место в общем зачёте на Всеяпонском чемпионате по шорт-треку и на Всеяпонском чемпионате среди юниоров выиграла бег на 1500 м и занял 2-е место в абсолютном зачете. Ватанабе впервые появилась на международном уровне в январе 2016 года на юниорском чемпионате мира в Софии, заняв 10-е место в многоборье и 6-е место в эстафете. 
В феврале 2016 года стартовала на Кубке мира  в Дрездене, заняв 25-е место на дистанции 500 м и 23-е на 1500 м, а в Дордрехте через неделю заняла два 7-х места в беге на 1000 м и в эстафете. В следующем году она завоевала бронзовую медаль в эстафете и заняла 16-е место в личном многоборье на чемпионате мира среди юниоров в Инсбруке, а в феврале на Кубке мира заняла 6-е места в Дрездене в беге на 1500 м и в Минске в эстафете. 
В марте на чемпионате мира в Роттердаме также стала бронзовым призёром в эстафете. На олимпийском отборе зимой 2017 года она заняла 6-е место в общем зачёте и не смогла попасть в Пхёнчхан в состав сборной. На юниорском чемпионате мира 2018 года в Томашове Мазовецки она выиграла серебряную медаль в эстафете и 15-е место в общем зачёте. В феврале выиграла на Национальном зимнем фестивале в беге на 1000 м.
В сезоне 2018/19 она заняла 9-е место в эстафете на юниорском чемпионате мира 2019 года в Монреале и 5-е место в эстафете на чемпионате мира в Софии. На чемпионате четырех континентов 2020 года в Монреале она заняла 12-е место в многоборье и заняла пятое место в эстафете, а на Кубке мира в Дордрехте заняла 7-е место в эстафете.  В марте все соревнования отменили из-за пандемии коронавируса